# Цървища
 Тази статия е за селото в Гърция.  За селото в България вижте Цървище.  
Цървища (на гръцки димотики: Καπνόφυτο, Капнофито, катаревуса: Καπνόφυτον, Капнофитон, до 1927 Τσερβίστα, Цервиста) е село в Република Гърция, в дем Синтика, област Централна Македония.

## География
Цървища е село в историко-географската област Мървашко. То е разположено в северното подножие на планината Шарлия (Врондос) на 13 километра североизточно от град Валовища (Сидирокастро) и на 4 километра югозападно от Крушево (Ахладохори) в долината на река Белица (Крусовитис). В землището на селото има много пещери.
През селото тече Шарлийската река или Кушлу, прекръстена в 1969 година на Скотино Рема. На нея е разположен водопадът Скак. Втората малка река, която тече през Цървища е Карадере.

## История

### Етимология
Според Йордан Н. Иванов името е по изчезналото лично име Царьо, по народна етимология от църв, червей. Сравнимо е селищното име Цървище в Дупнишко, което вероятно е от същия произход.

### В Османската империя
В османски обобщен данъчен списък на немюсюлманското население от вилаета Тимур Хисаръ̀ от 1616 – 1617 година селото е отбелязано под името Червище с 205 джизие ханета (домакинства), рудари. Според документ от 1625 година Червище има 197 ханета.
В „Етнография на вилаетите Адрианопол, Монастир и Салоника“, издадена в Константинопол в 1878 година и отразяваща статистиката на населението от 1873 г., Цървища (Tsërvischta) е посочено като село със 110 домакинства и 170 жители българи и 140 жители мюсюлмани.
Според Стефан Веркович в 1889 година в Цървища има 63 български и 40 турски къщи.
През 1891 година Георги Стрезов пише:
| „ | Цървища, на С.-И. от Валовища 3 часа, при полите на Лялята. Селянете живеят охолно. Ражда се твърде хубава пченица. В църквата и училището четат смесено; има 10-на ученика. Къщите са на брой 100. | “ |

Към 1900 година според статистиката на Васил Кънчов, населението на Църквища („Македония. Етнография и статистика“) брои 350 българи, 240 турци, 50 власи и 30 цигани.
По данни на секретаря на Българската екзархия Димитър Мишев („La Macédoine et sa Population Chrétienne“) в 1905 година в Цървища има 440 българи екзархисти, 40 българи патрирашисти гъркомани и 90 власи. В селото функционира 1 българско начално училище с 1 учител и 57 ученици.
В 1904/1905 година в българското училище в селото преподава Мария Маркова.
Митрополит Емилиан Мелнишки пише, че на 24 януари 1908 година осемчленна българска чета, начело със Стойо от Колешино, се сражава с османски части при Цървища. Турците залавят боеприпаси и документи.
При избухването на Балканската война в 1912 година 17 души от Цървища са доброволци в Македоно-одринското опълчение.

### В Гърция
Селото е освободено от османска власт от Седма рилска дивизия през октомври 1912 година по време на Балканската война. През Междусъюзническата война през 1913 година, Цървища е опожарено от гръцката армия.
След войната попада в пределите на Гърция.
В 1924 година в селото са заселени гърци бежанци от Мала Азия, Турция и селото брои 220 къщи със 70 българи, 130 гръцки колонисти и 20 власи. През 1925 година всички българи без две семейства се изселват в България – в Мелник и Мелнишко, в Коиловци и други. В 1927 година името на селото е променено на Капнофитон.
| Име                        | Име         | Ново име       | Ново име       | Описание                                                                                  |
| -------------------------- | ----------- | -------------- | -------------- | ----------------------------------------------------------------------------------------- |
| Кушлу или Шарлийската река | Κουσλού     | Скотинон Рема  | Σκοτεινόν Ρέμα | река в Шарлия, която тече през Цървища                                                    |
| Дъбовец                    | Ντάμποβιτς  | Меседес        | Μεσέδες        | връх в Шарлия ЮИ от Цървища (963 m)                                                       |
| Скак                       | Σκάκ        | Акрида         | Άκρίδα         | водопад в Шарлия на Шарлийската река (Куслу) ЮИ от Цървища; от скак, „водопад“, от скачам |
| Баба                       | Μπαμπά      | Патерас Рема   | Πατέρας Ρέμα   | река на З от Цървища, ляв приток на Белица                                                |
| Кушлу                      | Κουσλού     | Макрирема      | Μακρυρεμα      |                                                                                           |
| Рамна                      | Ράμνια      | Омалон         | Όμαλόν         | връх в Шарлия И от Цървища (702 m)                                                        |
| Али Баба                   | Άλή Μπαμπάς | Профитис Илияс | Προφήτης Ήλίας | връх в Шарлия ЮИ от Цървища (1848 m)                                                      |
| Цървил                     | Τσερβίλι    | Поликорфон     | Πολύκορφον     | връх в Шарлия И от Цървища и З от Горно Броди (1642 m); от личното име Цървѝл             |
| Баба                       | Μπάμπα      | Патерас        | Πατέρας        | скалист рид З от Цървища над река Баба; името е обикновено название на гърбовидни хребети |
| Баба                       | Μπάμπα      | Папус          | Παππούς        |                                                                                           |
| Шапкина                    | Σαπνίνα     | Капело         | Καπέλο         | връх СЗ от Цървища, над десния бряг на Белица                                             |
| Бахчелък                   | Μπαχτελίκια | Кипон          | Κήπον          | местност СЗ от Цървища, по левия бряг на Белица                                           |
| Гюрма или Гюрка            | Γκιούρκα    | Антотопос      | Ανθότοπος      | местност СЗ от Цървища, на десния бряг на Белица                                          |

## Личности
Родени в Цървища
- Борис Петров Бардушев (1920 – 1944), български партизанин[23]
- Йоанис Панайотидис (1936 – 1991), гръцки политик, депутат от Нова демокрация
- Константин Йорданов, доброволец в четата на Иван Атанасов – Инджето през Сръбско-българската война в 1885 година[24]
- Стоян Воденичаров (1875 – 1925), български политик, кмет на селото и деец на ВМРО